# 2634 James Bradley
2634 James Bradley este un asteroid din centura principală, descoperit pe 21 februarie 1982 de Edward Bowell.